# Route du Sud 2011
La Route du Sud 2011, trentacinquesima edizione della corsa, si svolse dal 16 al 19 giugno su un percorso di 720 km ripartiti in 4 tappe, con partenza da Castres e arrivo a Pau. Fu vinta dal bielorusso Vasili Kiryienka della Movistar Team davanti all'italiano Davide Rebellin e al britannico Peter Kennaugh.

## Tappe
| Tappa  | Data      | Percorso                                  | km  | Vincitore di tappa | Leader cl. generale |
| ------ | --------- | ----------------------------------------- | --- | ------------------ | ------------------- |
| 1ª     | 16 giugno | Castres > Samatan                         | 203 | Stefan van Dijk    | Stefan van Dijk     |
| 2ª     | 17 giugno | Saint-Gaudens > Cauterets                 | 177 | Anthony Charteau   | Anthony Charteau    |
| 3ª     | 18 giugno | Pierrefitte-Nestalas > Bagnères-de-Luchon | 197 | Jurgen Van Goolen  | Vasili Kiryienka    |
| 4ª     | 19 giugno | Izaourt > Pau                             | 143 | Luis Ángel Maté    | Vasili Kiryienka    |
| Totale | Totale    | Totale                                    | 720 |                    |                     |

## Dettagli delle tappe

### 1ª tappa
- 16 giugno: Castres > Samatan – 203 km

| Pos. | Corridore       | Squadra           | Tempo    |
| ---- | --------------- | ----------------- | -------- |
| 1    | Stefan van Dijk | Veranda's Willems | 5h17'35" |
| 2    | Tony Gallopin   | Cofidis           | s.t.     |
| 3    | Romain Hardy    | Bretagne          | s.t.     |

| Pos. | Corridore       | Squadra           | Tempo    |
| ---- | --------------- | ----------------- | -------- |
| 1    | Stefan van Dijk | Veranda's Willems | 5h17'25" |
| 2    | Tony Gallopin   | Cofidis           | a 4"     |
| 3    | Romain Hardy    | Bretagne          | a 6"     |

### 2ª tappa
- 17 giugno: Saint-Gaudens > Cauterets – 177 km

| Pos. | Corridore        | Squadra       | Tempo    |
| ---- | ---------------- | ------------- | -------- |
| 1    | Anthony Charteau | Europcar      | 4h53'19" |
| 2    | Vasili Kiryienka | Movistar Team | a 5"     |
| 3    | Davide Rebellin  | Miche         | a 47"    |

| Pos. | Corridore        | Squadra       | Tempo     |
| ---- | ---------------- | ------------- | --------- |
| 1    | Anthony Charteau | Europcar      | 10h10'42" |
| 2    | Vasili Kiryienka | Movistar Team | a 8"      |
| 3    | Davide Rebellin  | Miche         | a 55"     |

### 3ª tappa
- 18 giugno: Pierrefitte-Nestalas > Bagnères-de-Luchon – 197 km

| Pos. | Corridore         | Squadra           | Tempo    |
| ---- | ----------------- | ----------------- | -------- |
| 1    | Jurgen Van Goolen | Veranda's Willems | 5h40'04" |
| 2    | Peter Kennaugh    | Sky               | a 1'36"  |
| 3    | Davide Rebellin   | Miche             | s.t.     |

| Pos. | Corridore        | Squadra       | Tempo     |
| ---- | ---------------- | ------------- | --------- |
| 1    | Vasili Kiryienka | Movistar Team | 15h52'30" |
| 2    | Davide Rebellin  | Miche         | a 43"     |
| 3    | Peter Kennaugh   | Sky           | a 45"     |

### 4ª tappa
- 19 giugno: Izaourt > Pau – 143 km

| Pos. | Corridore       | Squadra      | Tempo    |
| ---- | --------------- | ------------ | -------- |
| 1    | Luis Ángel Maté | Cofidis      | 3h19'39" |
| 2    | Simon Geschke   | Skil-Shimano | s.t.     |
| 3    | Steve Houanard  | AG2R         | s.t.     |

| Pos. | Corridore        | Squadra       | Tempo     |
| ---- | ---------------- | ------------- | --------- |
| 1    | Vasili Kiryienka | Movistar Team | 19h12'36" |
| 2    | Davide Rebellin  | Miche         | a 40"     |
| 3    | Peter Kennaugh   | Sky           | a 43"     |

## Classifiche finali

### Classifica generale
| Pos. | Corridore        | Squadra                  | Tempo     |
| ---- | ---------------- | ------------------------ | --------- |
| 1    | Vasili Kiryienka | Movistar Team            | 19h12'36" |
| 2    | Davide Rebellin  | Miche                    | a 40"     |
| 3    | Peter Kennaugh   | Sky Procycling           | a 43"     |
| 4    | José Herrada     | Caja Rural               | a 50"     |
| 5    | Sandy Casar      | FDJ                      | s.t.      |
| 6    | Sébastien Joly   | Saur-Sojasun             | a 51"     |
| 7    | Thomas Degand    | Veranda's Willems-Accent | s.t.      |
| 8    | Maxime Mederel   | Big Mat-Auber 93         | s.t.      |
| 9    | Jean Marc Marino | Saur-Sojasun             | s.t.      |
| 10   | Anthony Charteau | Team Europcar            | a 1'01"   |